# Clé (organologie)
Pour les articles homonymes, voir clé.
En organologie, une clé est un dispositif mécanique permettant d'ouvrir ou de fermer les trous d'un instrument à vent qui sont hors d'atteinte des doigts. On trouve un clétage élaboré sur les hautbois, les saxophones, les clarinettes, les bassons et les flûtes traversières.
L'objectif est la suppression des défauts de justesse ou l'amélioration de l'ergonomie de l'instrument.
L'artisan chargé de la confection des clés d'un instrument de musique s'appelle un clétier (clétière au féminin).

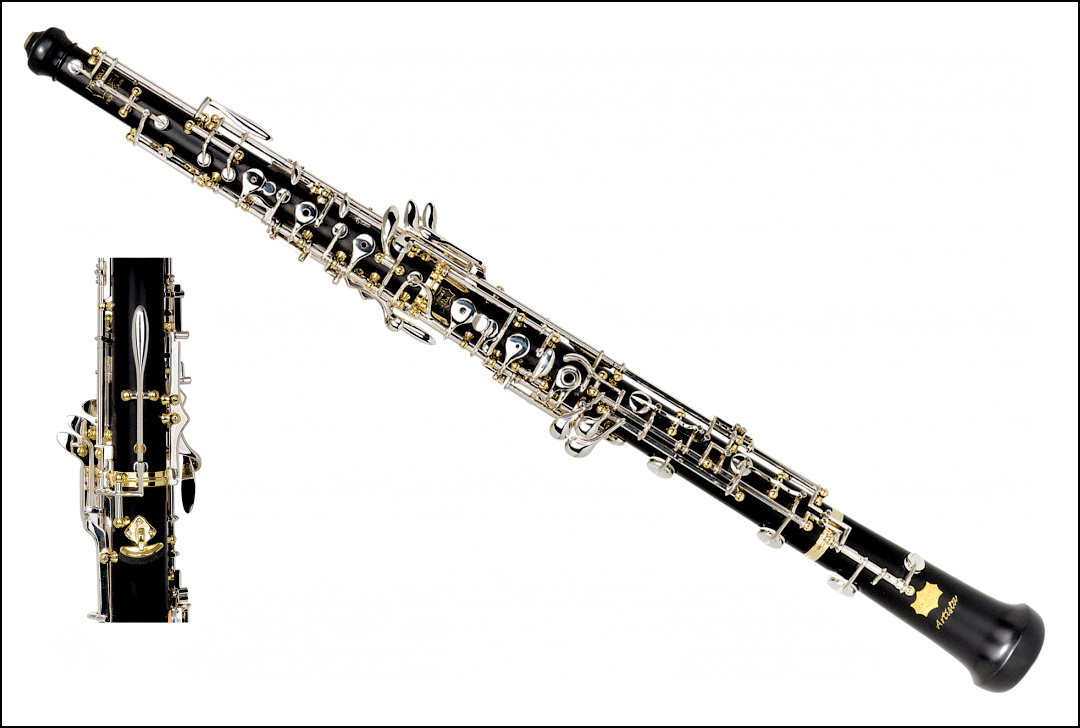
Hautbois - Vue de face et détail vue de dessous.
Saxophone alto - Vue de côté.
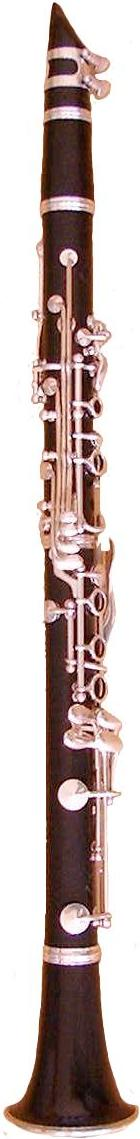
Clarinette - Vues de face et latérale.
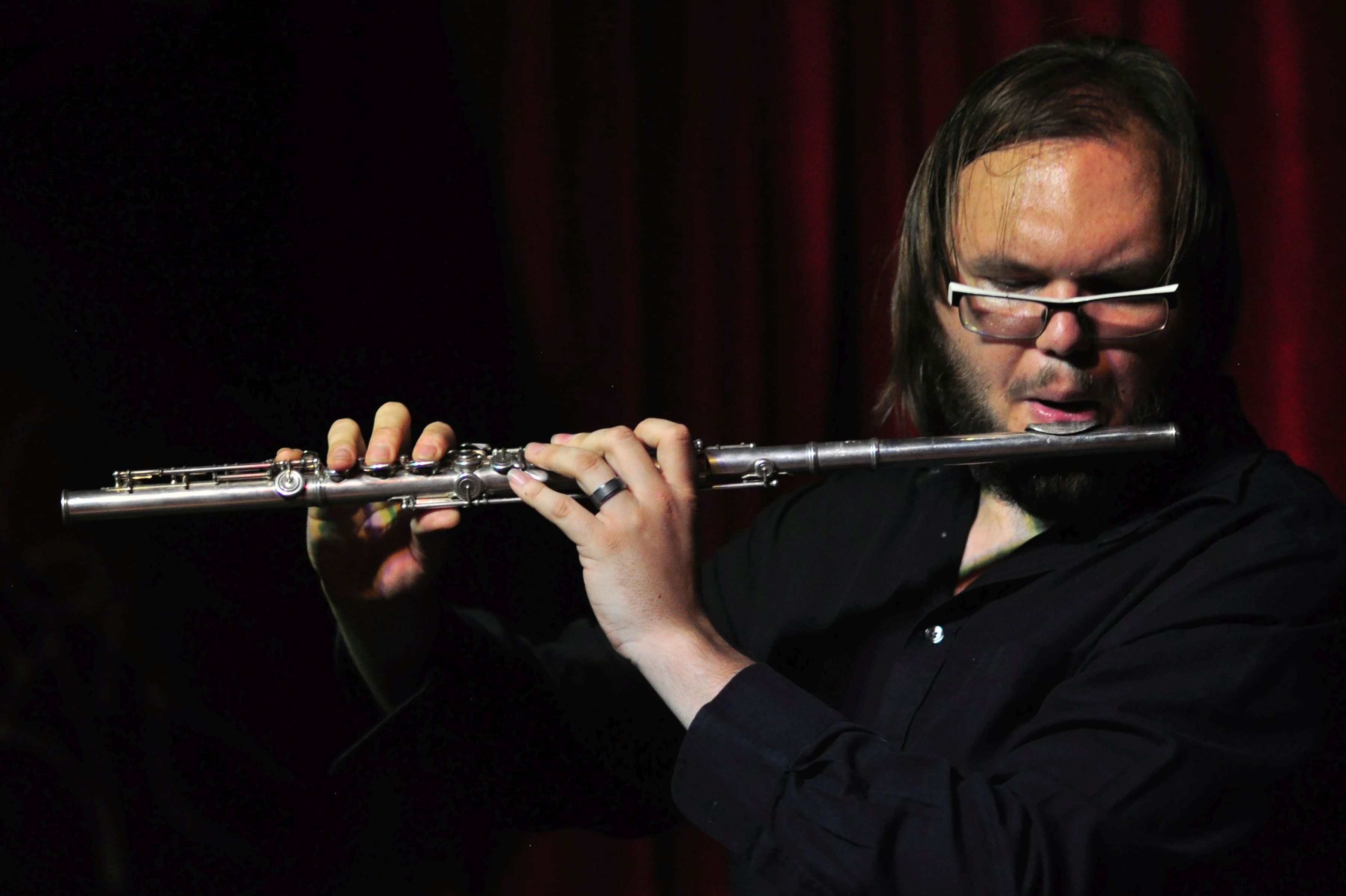
Flûte traversière - Posture de jeu.

## Nécessité des clés

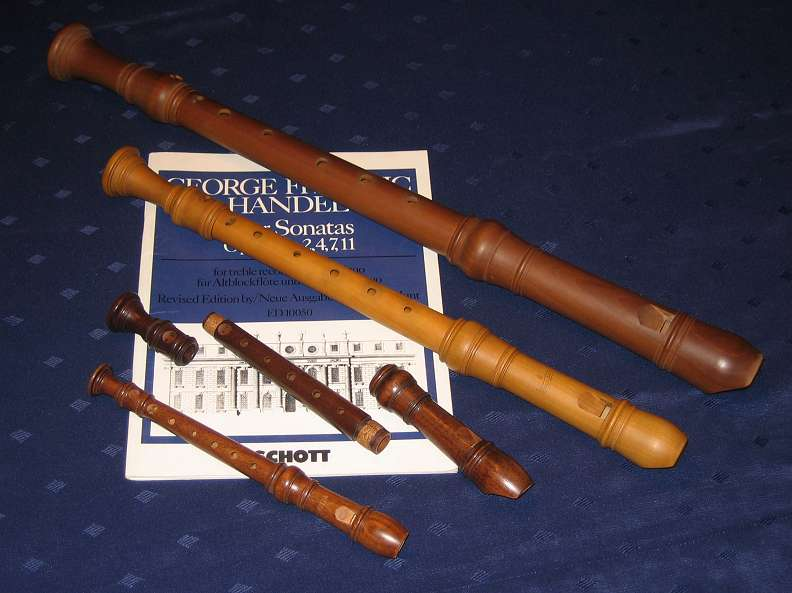
Différentes flûtes à bec, percées de huit trous dont un au pouce.

L'anatomie humaine n'autorise la manipulation que de dix orifices avec les deux mains. La plupart des instruments cités n'emploient que 9 doigts, le pouce de la main droite étant souvent utilisé au maintien de l'instrument.
Le cas de la flûte à bec montre qu'avec seulement huit trous, on obtient toutes les notes de la gamme (les sept situés au-dessus du tuyau pour les notes de la gamme, et celui en vis-à-vis du pouce gauche pour favoriser le passage en mode harmonique). La position de la main gauche placée en haut de l'instrument rend le petit doigt complètement inopérant parce que trop court pour atteindre le corps de l'instrument.
Selon l'instrument, la gamme diatonique est alors complétée par des doigtés fourchés ou des obstructions partielles qui produisent les notes altérées avec une justesse pas toujours satisfaisante. De plus suivant la taille de l'instrument, les orifices se trouvent rapprochés ou écartés ce qui peut le rendre peu ergonomique.
Le neuvième doigt (souvent le pouce de la main gauche), accède à un trou qui permet le saut au registre supérieur, qui correspond en général à l'octave ; dans le cas des clarinettes, qui quintoient, le saut ramenant à 12 notes plus haut, la gamme est incomplète : on a recours à des clés supplémentaires pour étendre le registre.
Tous les instruments à clés s'appuient sur cette disposition à 9 trous ; le système de clés apportant des extensions ou des facilités de jeu.
De plus chaque main ne peut guère couvrir plus de 15 cm (écart maximal entre le pouce et l'auriculaire). Donc pour les grands instruments, comme le basson, il est nécessaire de proposer un déport de commande, en quelque sorte un prolongement des doigts.

## Histoire

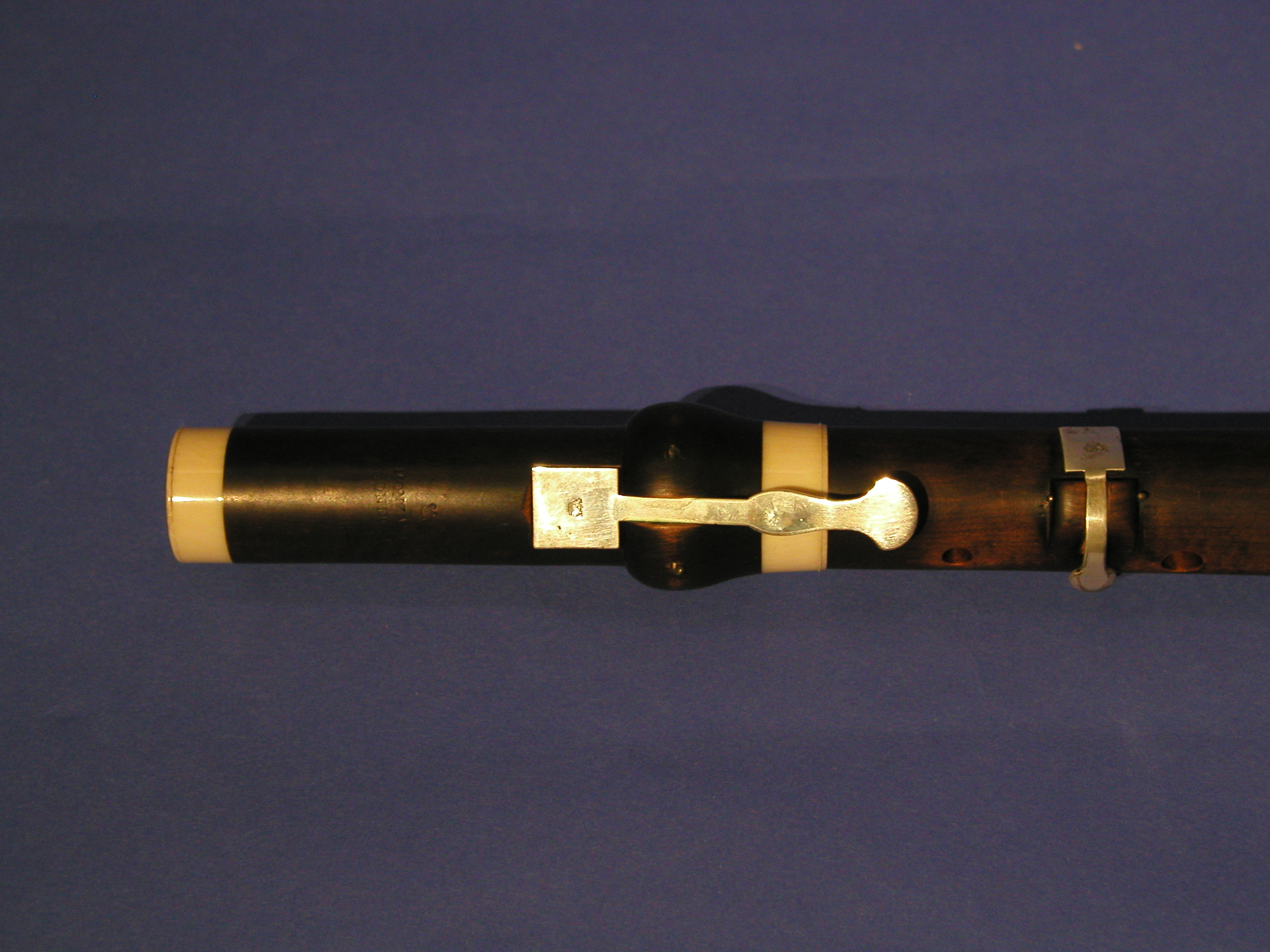
Clés carrées montées sur bosselage sur une flûte d'amour (Monzani à Londres, 1813).

Les premières clés apparaissent sur les instruments en bois au XVIIe siècle pour étendre le registre vers les notes graves. Leur mécanique est sommaire. Les clés ont probablement été introduites par les facteurs de la famille Hotteterre vers 1660 de La Couture,  musiciens à la cour du roi. Progressivement les facteurs qui sont avant tout des tourneurs sur bois s'adresseront à des spécialistes du métal. Les clés  sont fixés dans une fente réalisée dans un bosselage tourné dans le corps de l'instrument. Les premières clés  sont équipées d'un feutre pour boucher les trous d'harmonie sans lèvre effectués dans le corps.

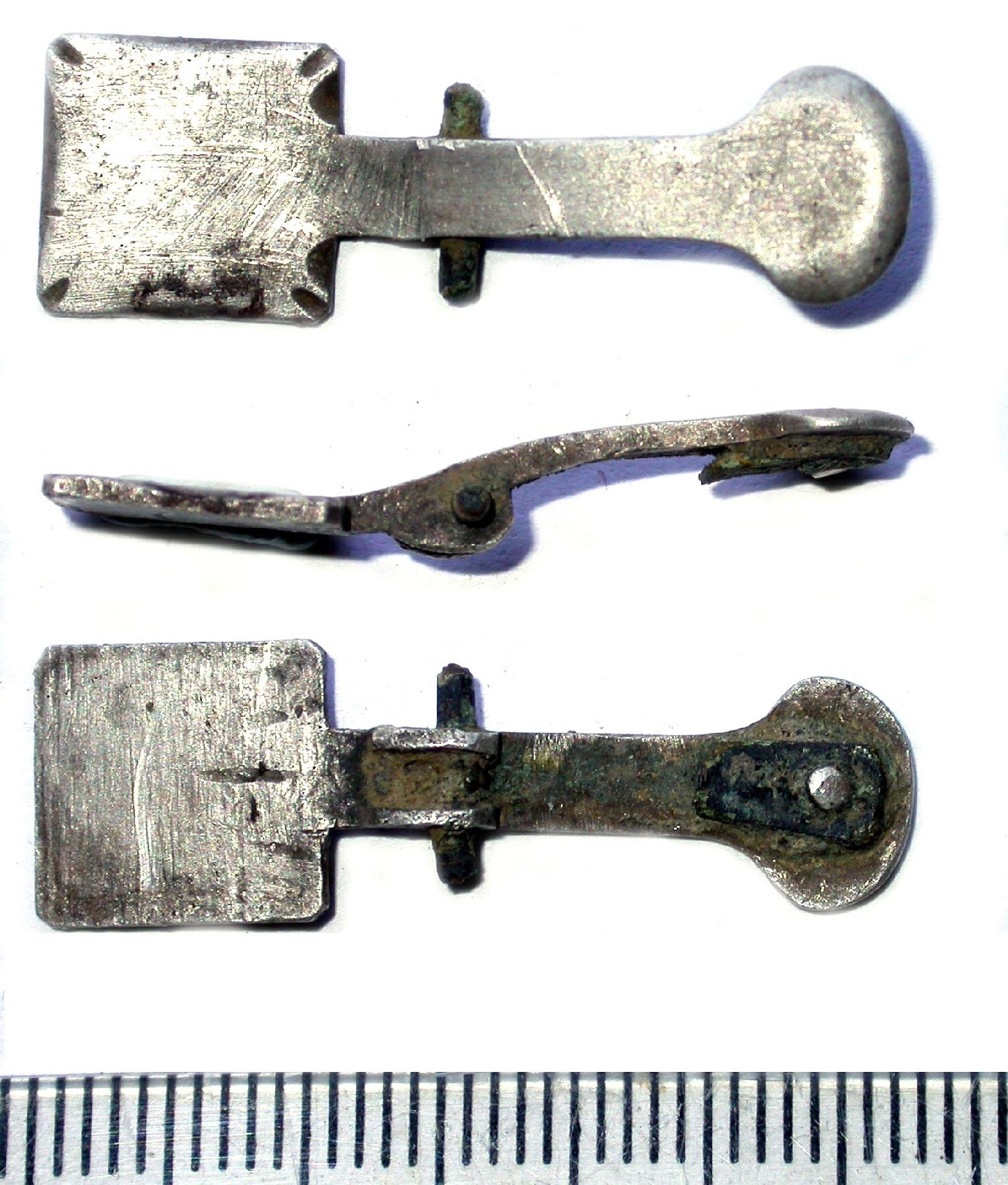
Clé carrée en argent d'un instrument baroque, sans tampon (ca. 1800).

Après les clés carrées, les clés rondes et plates ont été utilisées en France entre 1815 et 1830 puis remplacées par des clés en forme hémisphérique dite en « pelle-à-sel ». Ces clés étaient équipées de tampons rembourrés de laine recouverte d’un cuir tendre, de boyau ou de peau de poisson. La fabrication du trou d'harmonie évolue également et présente une lèvre plane pour améliorer l'étanchéité du tampon.

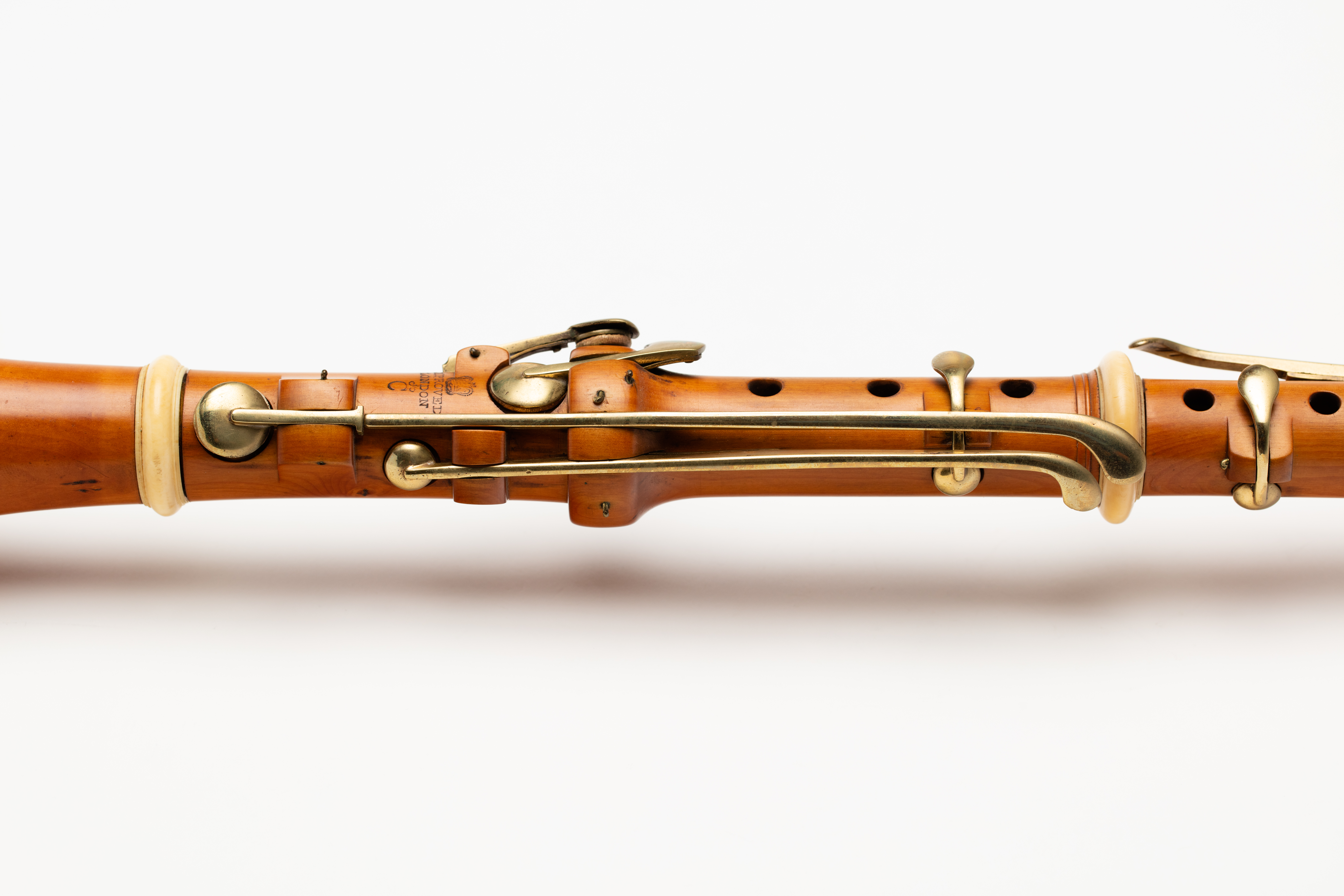
Clés en forme de pelle-à-sel sur une clarinette à neuf clés.

À partir des années 1860-1870, les clés prennent la forme actuelle dite en « chapeau chinois ».
Au cours du XIXe siècle, la fabrication des clés se mécanisera. L'effervescence des inventions de cette période augmente le nombre de clés des instruments et nécessitera l'ajout de tourillons pour maintenir les clés avec précision.

## Classification des clés
Les différentes clés présentes sur ces instruments répondent à des besoins qui se distinguent par leur effet, et qu'il faut resituer à chaque fois par rapport à un instrument sans clé :

### Clé ergonomique

Quatre clés de saxophone : celle du haut est actionnée via une tringlerie, les autres sont directement actionnées par les doigts (touche en nacre)

Lorsqu'un trou est trop éloigné des doigts, on met à disposition une rallonge directe, ou par pièce(s) interposée (s). C'est le cas de la plupart des clés sur les grands instruments (basson, saxophones, clarinette basse...)
Il en est de même pour les trous dont le diamètre est supérieur à celui des doigts. Dans ce cas on a recours à des palettes portant un tampon, qui peuvent être en vis-à-vis des doigts ou déportés.

### Clé de transfert de doigté

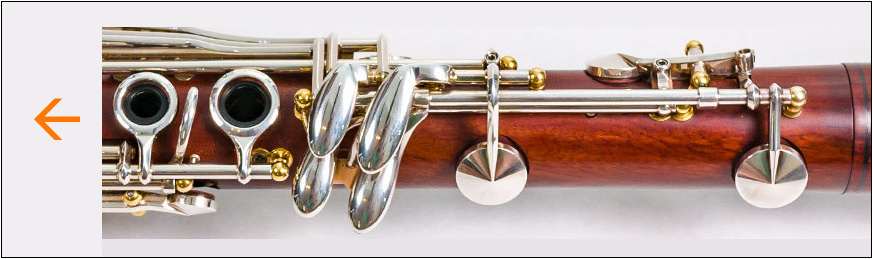
Clés actionnables par l'auriculaire droit à la clarinette.
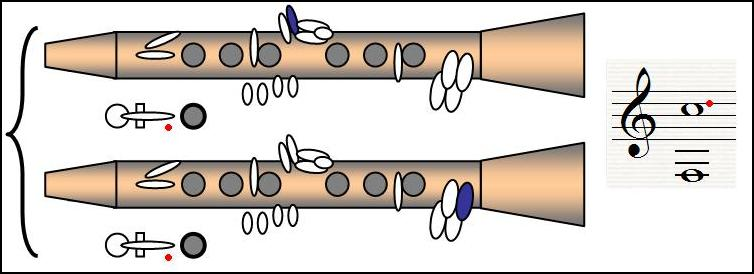
Les deux doigtés du fa grave à la clarinette (clés de transfert actionnées en bleu par l'auriculaire droit ou à gauche).

À la clarinette (en système Boehm) en particulier, les auriculaires sont largement sollicités avec 4 ou 5 clés à portée. En fait, il s'agit de double-commandes évitant les glisser entre clés comme pour le passage do-si grave dans le grave du saxophone (favorisé par ailleurs par des rouleaux). Une même note est alors accessible avec deux doigtés distincts.

### Clé d'extension de registre
Lorsque tous les doigts bouchent des trous, ou lorsqu'ils sont tous libérés, il est possible d'intervenir sur une clé pour obtenir, sur le même registre, soit une note supplémentaire plus grave en bouchant un trou (cas des notes si et si  grave au saxophone, mi  grave pour la clarinette, patte de si grave sur la flûte traversière), soit une note plus haute en ouvrant un trou supplémentaire (cas du la médium à la clarinette qui contribua à sa première grande amélioration).

### Clé d'octave ou de douzième (quintoiement)

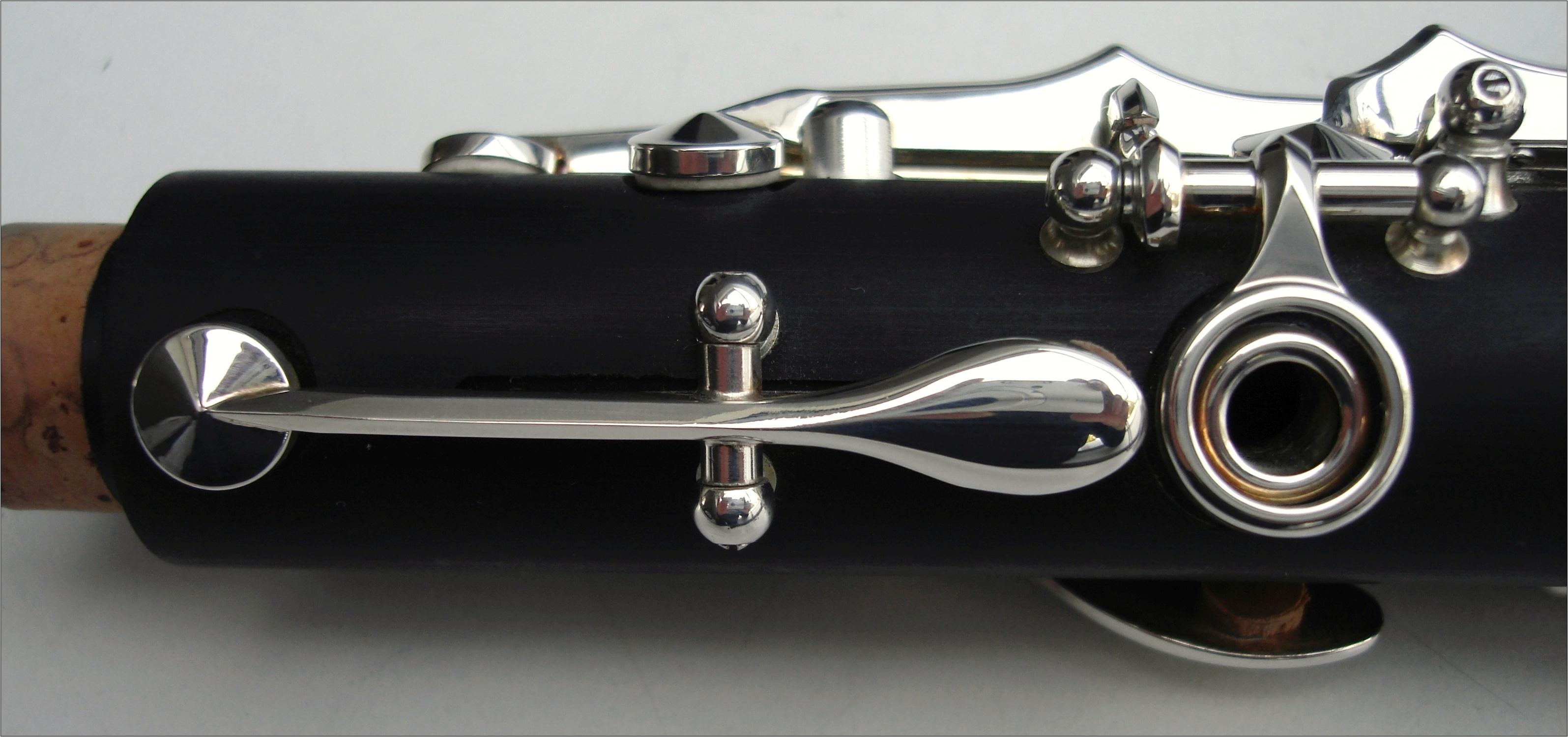
Clé de douzième.

Sur tous ces instruments, cette clé permet le basculement à l'harmonique supérieure. Il s'agit souvent d'un orifice de petite taille placé près de l'embouchure et manœuvré par le pouce de la main gauche.
Sur le saxophone, cette clé est double, même si le mécanisme d'aujourd'hui rend le fait complètement transparent. Les modèles plus anciens disposaient de deux clés actionnées par le pouce gauche, l'une pour les notes allant du Ré au Sol#, ouvrant un orifice en haut du fût principal, et une autre à partir du La, actionnant la clef du bocal. La plupart des solutions modernes reposent sur le principe du palonnier.
Dans le cas de la clarinette, cette clé fait passer à l'harmonique impaire suivante, qui est à la douzième (une octave plus une quinte) de la note initiale . Il s'agit donc d'une clé de douzième, et non pas, contrairement aux autres instruments, d'une clé d'octave, même si on la nomme parfois ainsi par abus de langage.
Les grandes clarinettes modernes (clarinette basse, clarinette contralto, clarinette contrebasse) disposent d'une double clé de douzième automatique, également appelée double clé de registre automatique.

### Clé dedièse(#)
À partir d'un doigté donné, l'action sur une clé ouvre un orifice qui hausse la note d'un demi ton, en provoquant un raccourcissement de la colonne d'air. C'est le cas du Sol# aigu de la clarinette actionné par l'auriculaire de la main gauche, via une spatule excentrée.

### Clé debémol(♭)
À partir d'un doigté donné, l'action sur une clé ferme un orifice qui baisse la note d'un demi ton, en allongeant la colonne d'air. Cette démarche est celle appliquée sur la flûte à bec avec les doigtés fourchés. Moins courant sur les instruments à clefs (ce qui explique certainement une préférence de ces musiciens pour les dièses au détriment des bémols), c'est le cas du Si♭ fourche sur le saxophone ou la clarinette.
Inventé par le flûtiste bavarois Theobald Boehm, le système Boehm et ses anneaux sur les flûtes et les hautbois offre cette possibilité. En effet, une telle clé doit rester fermée pour toutes les notes inférieures.

### Clé de justesse
Les anneaux du système Boehm agissent sur des trous supplémentaires à ceux gérés directement par les doigts. Cela permet un raccourcissement sélectif de la colonne d'air en fonction du doigté. Cela apporte un grand confort d'exécution, ne requérant aucune correction ni des doigts ni de l'embouchure.

### Clé de correction
Les modèles de clarinettes haut de gamme disposent généralement d'une option de clé de correction actionnable au pouce droit pour corriger l'intonation du fa et du mi grave.
Sur une option du modèle de la clarinette Récital de chez Selmer, un mécanisme active automatiquement une clé de correction située sur le pavillon distinguant les clés à actionner dans le grave (registre du chalumeau) de celles de l'aigu (registre du clairon); de ce fait, le fa grave (qui quintoie sur le do clairon) ne demande plus de correction.

### Clé de substitution
Ces clés auxiliaires sont destinées à l'exécution de note sur un autre doigté. Leur emploi pour une note maintenue est parfois peu recommandée en raison de la sonorité ou la justesse peu satisfaisante ; elles sont alors utilisées dans l'exécution des trilles. Par exemple, les 4 grandes clés sur le corps haut de la clarinette actionnées par le flanc de l'index de la main droite donnent l'accès à un Si ou un Do clairon, tout en restant dans le registre du chalumeau.

### Exemple illustré

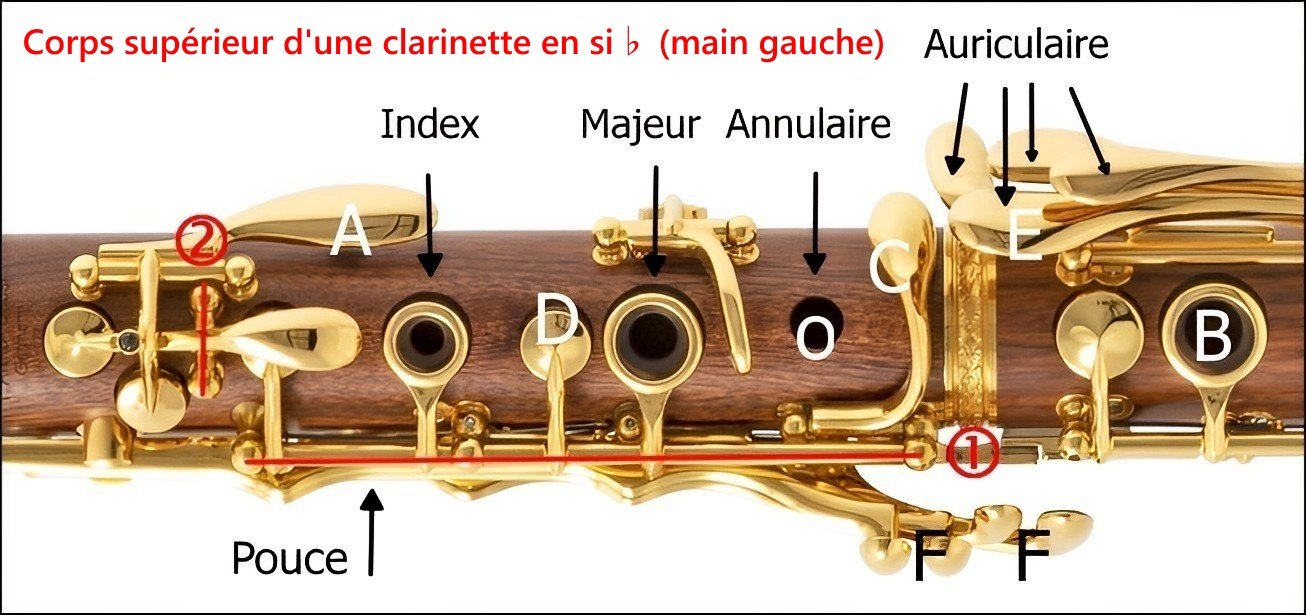
Différents types de clé sur une clarinette.

Sur la clarinette, on retrouve la plupart de ces clés. Comme sur les autres instruments, il arrive que plusieurs fonctions soient attribuées à une même clé. Les repères sur image ci-contre renvoient aux commentaires suivants :
- O : c'est un orifice directement bouché par le doigt.
- A : clé de La médium, permet d'étendre le registre par un trou supplémentaire, lorsque tous les doigts sont dégagés.
- B : une clé de type anneau, qui force aussi la fermeture de D (Mi♭ fourche dans le registre grave).
- C : clé du Do# chalumeau ou Sol# clairon. Elle est actionnée par l'auriculaire, les trois autres doigts bouchant leur trou respectif.
- D : clé de justesse. Le tampon permet de libérer plus que la simple libération du trou du majeur (Ré au Mi). Cette clé intervient dans le doigté du Mi♭ fourche (registre grave). En agissant directement sur le tampon avec le majeur gauche, doigté peu académique sur la clarinette mais disponible sur les saxophones, on obtient le même effet.
- E : clés d'extension pour les notes graves. Le trou bouché se trouve à l'extrémité de la clarinette (30 cm plus loin). Ces clés sont doublées avec les commandes de l'auriculaire de la main droite.
- F : clés de trilles (aussi nommées clés de cadence). La main droite agissant le plus souvent sur une, mais parfois sur deux clés, d'où la disposition des touches.

Le repère (1) montre un axe longitudinal de clé et le repère (2) un axe tangentiel. Sur l'axe (1), sont guidées deux clés distinctes.
Autres exemples :

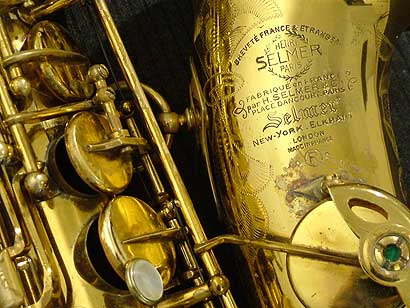
Au saxophone, les calottes des clés situées proches du pavillon sont actionnées par l'auriculaire de la main gauche.
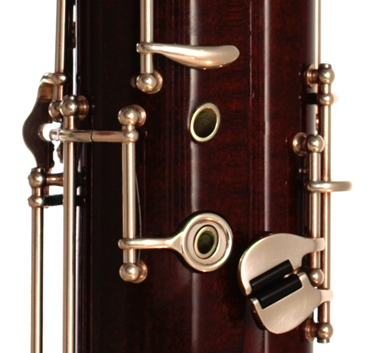
Clefs de basson. On distingue deux palettes équipées de rouleaux pour faciliter le glissement du doigt.
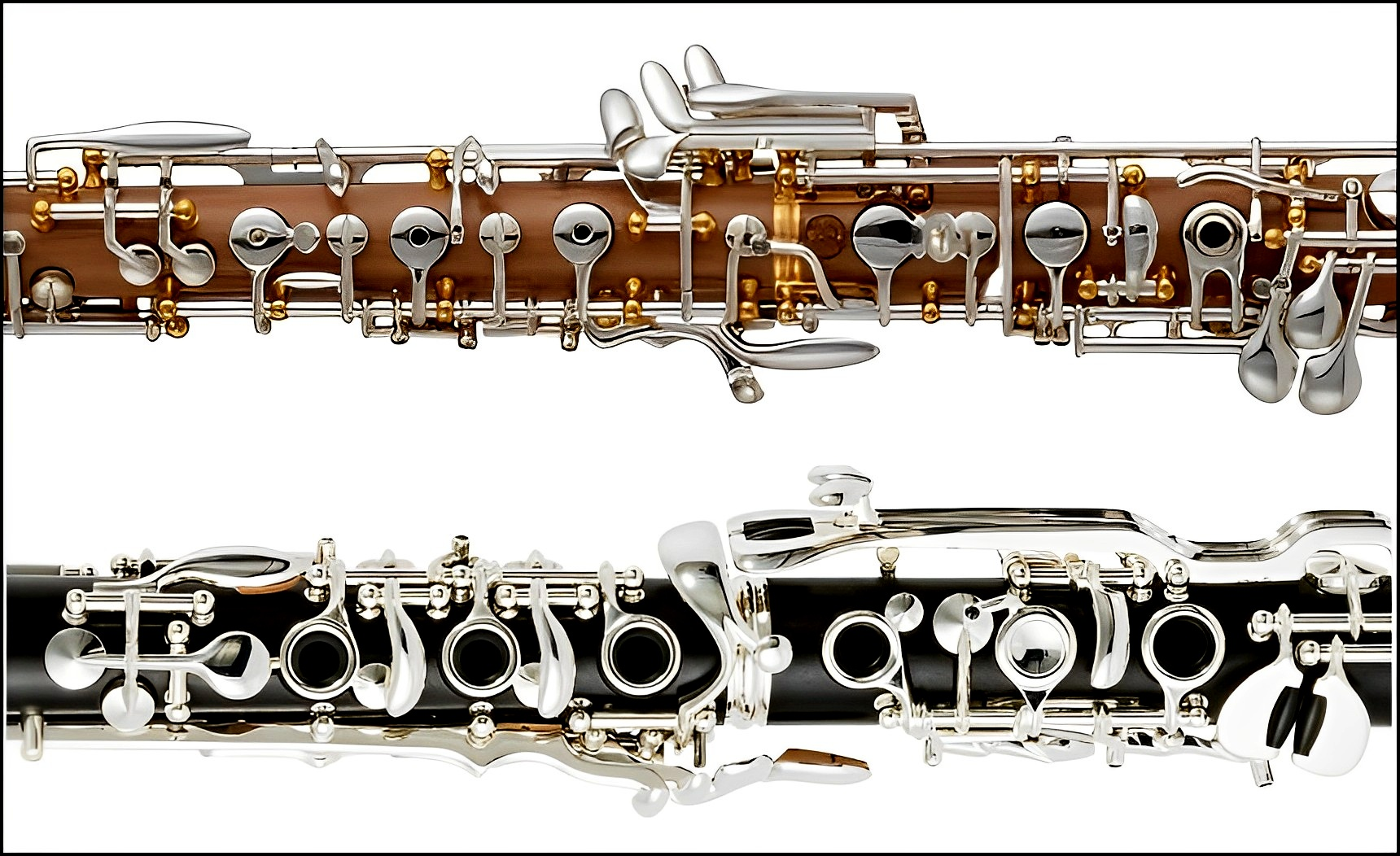
En haut : les plateaux de certaines clefs du hautbois sont percées ; En bas : clés en anneau sur une clarinette (système allemand).
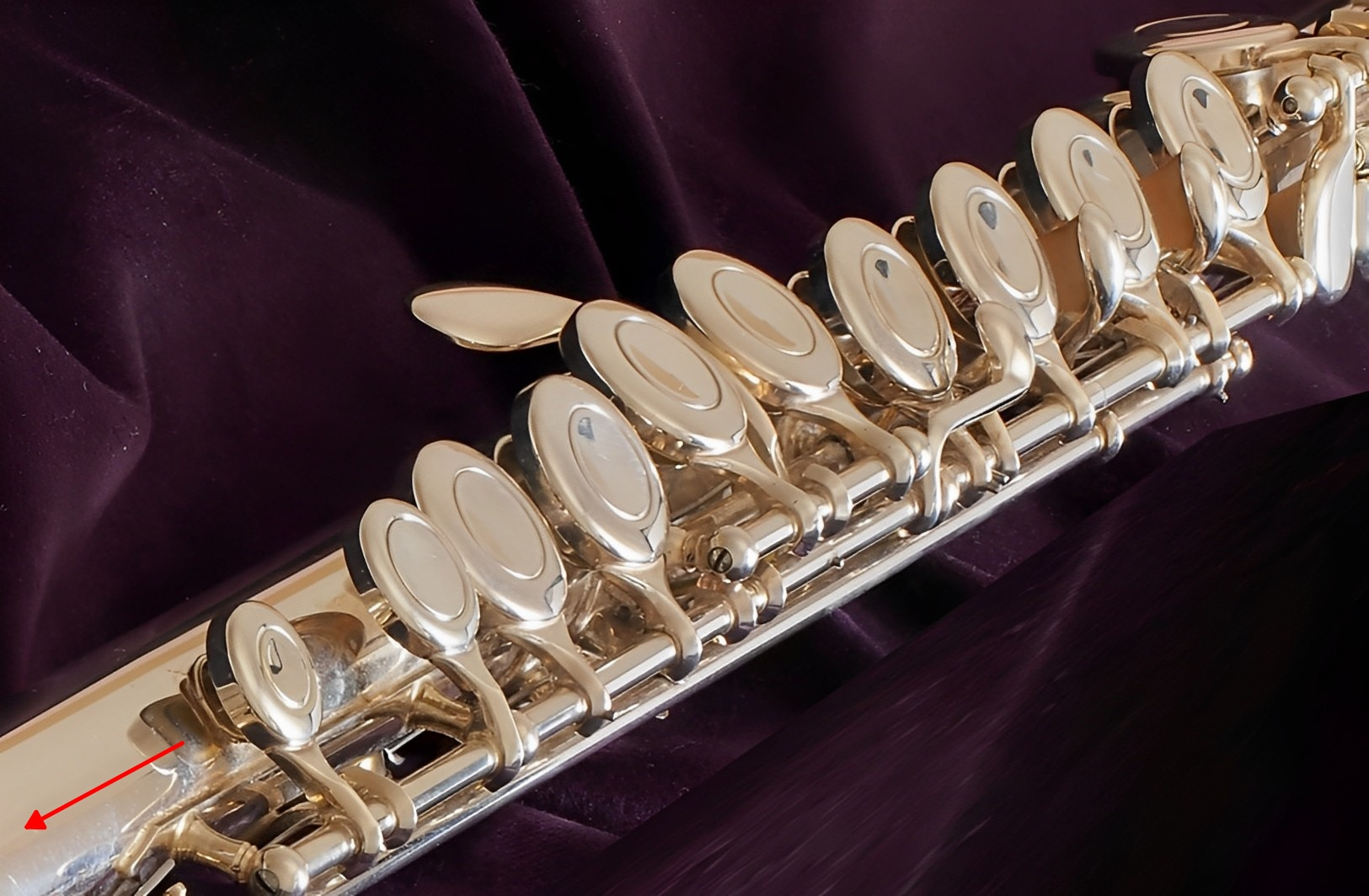
Les  clés d'une flûte traversière à plateaux sont actionnées directement avec les doigts.

## Technologie

### Terminologie

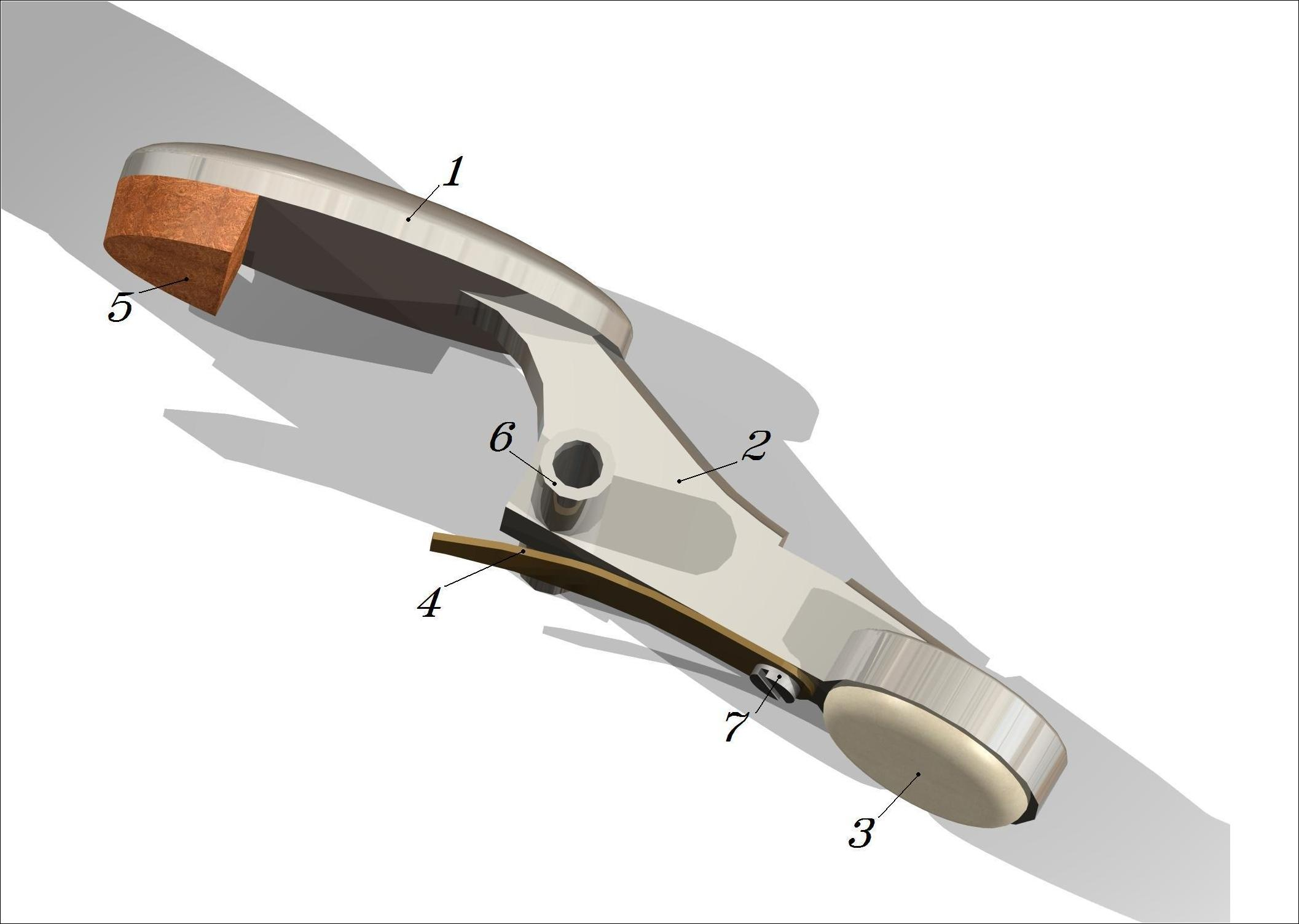
Vue détaillée de la clé de La médium d'une clarinette
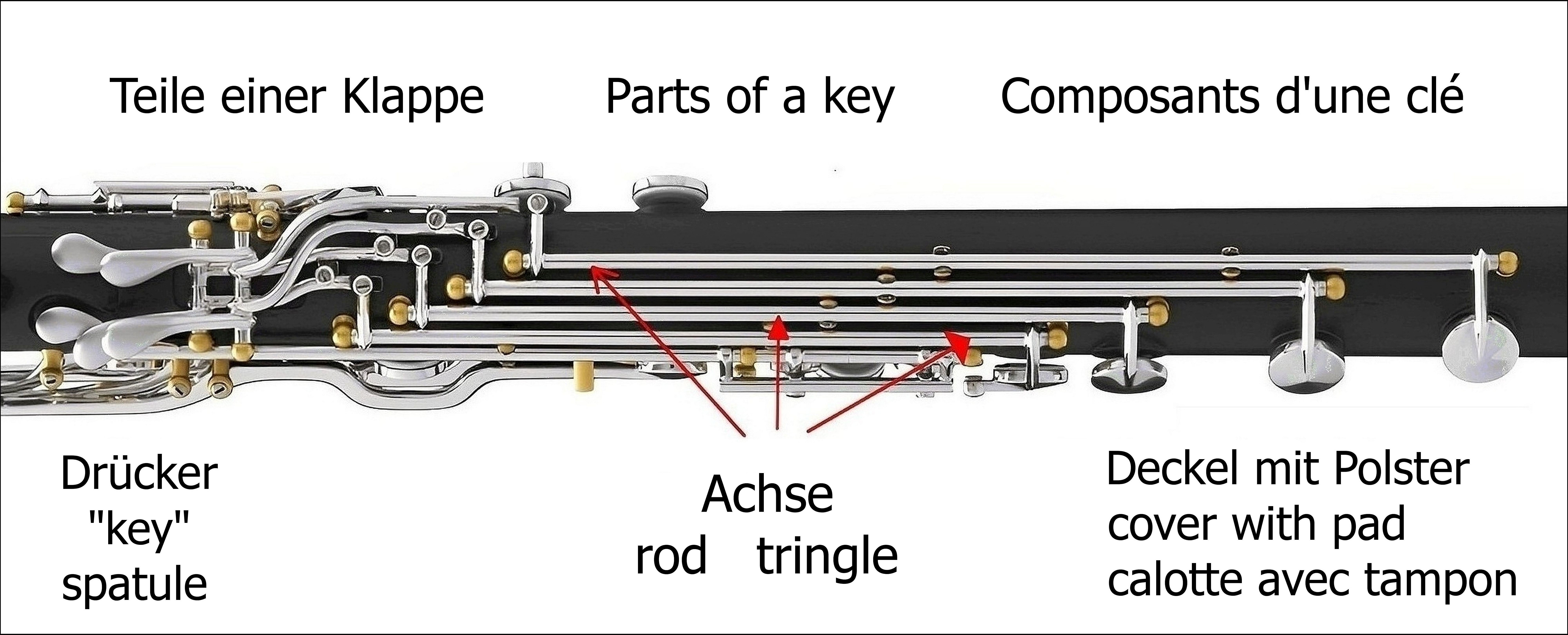
Vue de détail de clés d'extension du registre grave d'une clarinette de basset (système allemand), actionnables par le pouce.

Une clé est constituée des éléments suivants : La calotte équipée d'un tampon assure l'action de bouchage sur l'orifice ; son maintien fermé est assuré par le ressort. Le trou peut être ouvert par défaut ou fermé par défaut. La spatule est la partie en contact des doigts du musicien. La tringlerie (axe) relie ces éléments.
Sur l'exemple ci-contre d'une clé directe de clarinette (celle du La médium), on distingue :
1. La spatule actionnée par l'index de la main gauche.
2. Le corps de la clé constitué d'une nervure centrale appelée biseau.
3. Le tampon collé dans la calotte.
4. Le ressort à lame assurant le maintien en position fermée. Le point d'appui se situe donc derrière l'axe, du même côté que la spatule.
5. Le liège servant de butée lorsque la clé est ouverte. Collé sous la clé, il contribue, en partie, à la justesse de la note obtenue en permettant de régler la levée.
6. La charnière où vient s'insérer l'axe à vis qui maintient la clé.
7. La vis maintenant le ressort.

### Cinématique
L'obturation des trous par les clés nécessite un rapprochement relatif du bord de l'orifice et de l'élément obstruant. Même si le mouvement de translation semble le plus adéquat, la nature a privilégié les guidages en rotation (articulation osseuse) et la réalisation artificielle de telles liaisons est toujours moins problématique que celle des glissières. C'est pourquoi, toutes les clés sont animées d'un mouvement de rotation. Maintenant, la disposition judicieuse des parties fonctionnelles (palettes, clapets et levier) permet de restituer un mouvement proche de la translation, d'obtenir un effet direct (fermeture) ou inverse (ouverture de l'orifice).

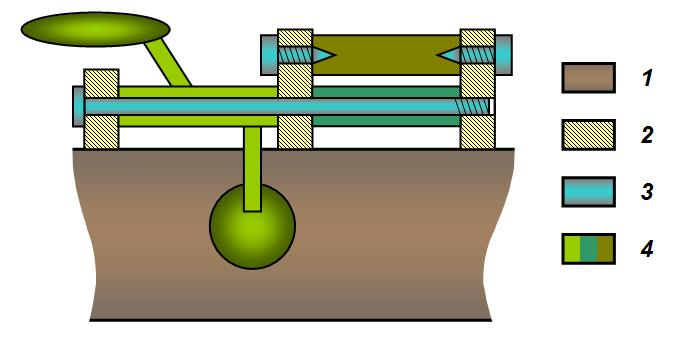
Pivot par axe traversant ou vis pointeau

Les liaisons pivots sont construites sur deux principes essentiellement : 
- des axes (3) traversant les clés (4) et fixés à des tourillons (ou boules) (2). Sur certains saxophones, ces axes peuvent atteindre 20 cm de long pour seulement 4 mm de diamètre, et traversent plusieurs clés. Cela requiert beaucoup de délicatesse dans l'alésage des clés. Ces longs fûts sont obtenus à partir de brut en forme de tube, qui sont ensuite rectifiés.
- des vis (3) maintenant les clefs en bout d'axe, également fixés sur des paliers rapportés. Cette solution offre une grande réduction des frottements donc une plus grande vélocité à l'instrument. Elle est surtout moins encombrante, mais ne permet pas l'alignement de plusieurs clés. Seulement là aussi, pour les pièces de grande longueur, la maîtrise du jeu mécanique est délicate.

On distinguera, de plus, les axes des clés pivotantes, parallèles à l'instrument (cas du dessin), de ceux, tangentiels, des clés basculantes (comme la clé de la médium sur la clarinette). La géométrie diffère un peu mais les solutions retenues sont identiques sur le principe.

### Étanchéité
C'est le point délicat des clefs. Même si le guidage est réalisé avec soin, la fermeture parfaite d'un orifice n'est pas garantie car elle exige une coïncidence irréprochable du clapet et du bord de l'orifice. Ceci ne pourrait être obtenu, en série, qu'avec une précision irréaliste dans la fabrication des pièces. Il y a donc un réglage systématique de chaque instrument ce qui justifie en partie leur coût. Les clés sont alors légèrement redressées par le luthier. Il n'est pas possible d'essayer un instrument en cours de fabrication. Une autre solution consiste en un collage en position des tampons sur les clés. Autrefois on utilisait la cire chaude qui en refroidissant solidarisait le tampon à sa clé en lui attribuant le contact idéal avec le trou.
Cependant le recours à des matériaux souples, s'apparentant à la texture de la peau autorise quelques imprécisions tout en assurant l'obturation complète. Suivant la taille des trous à boucher, de 1 à 80 mm, on a recours à des matériaux divers, souvent d'origine naturelle : liège, cuir, baudruche.
Certains grands tampons disposent au centre d'une pièce métallique : le résonateur, dont le rôle est de favoriser la vibration de la colonne d'air. Cette pièce de plastique ou de métal entre en résonance avec la note jouée, ce qui accentue la puissance de l'instrument.

### Ressorts

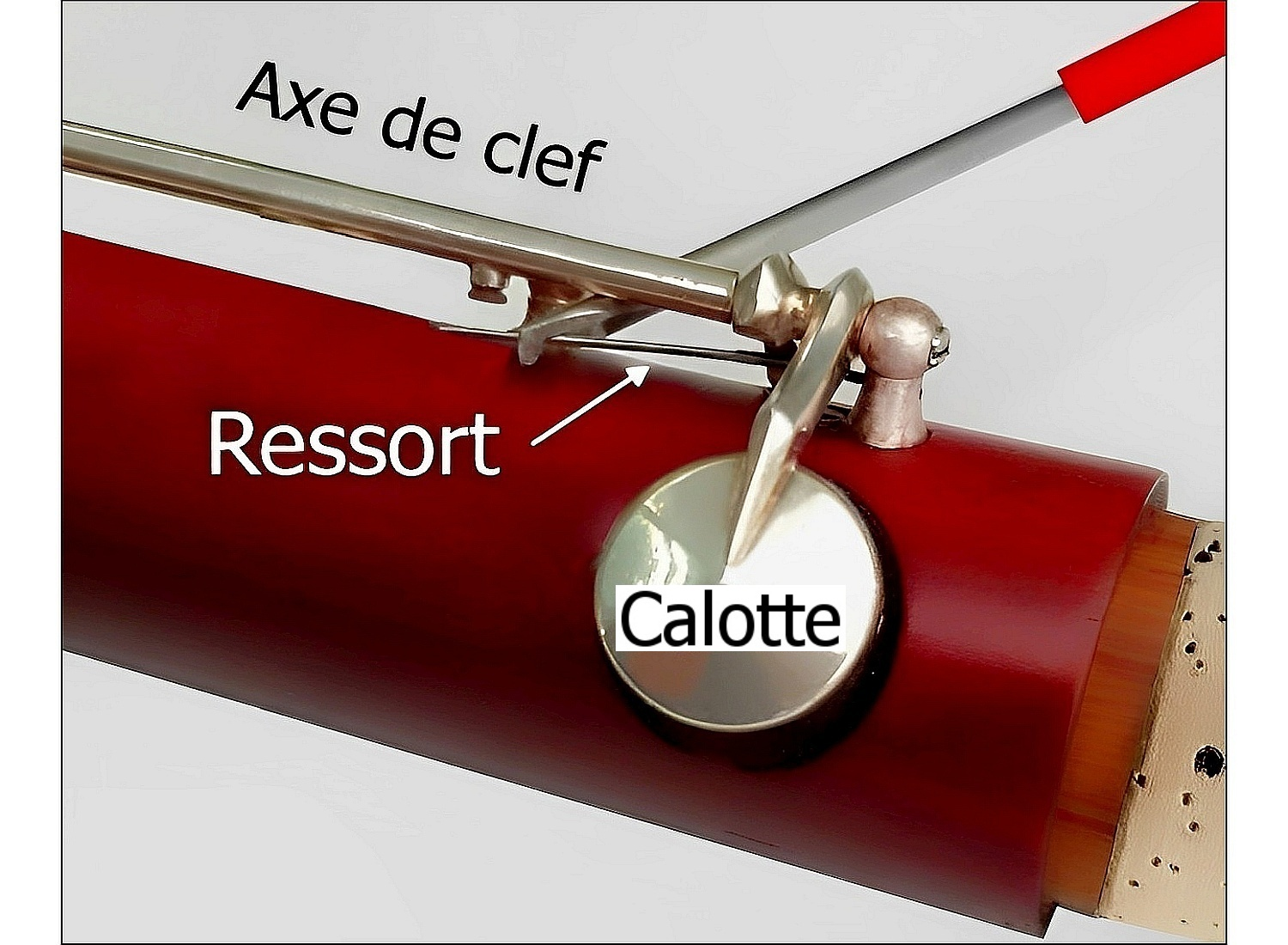
Détail d'un ressort en forme d'aiguille.

Les clés n'étant actionnées que dans un seul sens, il y a nécessité d'un dispositif de rappel : c'est la fonction des ressorts. Le problème technologique réside dans le faible encombrement autorisé et le réglage de la force de ces composants. Ils doivent être fermes pour entraîner un rapide retour des clés ou pour garantir l'étanchéité d'un contact mais rester suffisamment souples pour que le musicien puisse s'y opposer sans peine.
La principale configuration employée est celle de ressort en flexion :
- Pour les clés à axe longitudinal (pivotant donc), il s'agit de ressorts aiguilles, en acier bleui, sertis dans les pieds de boule, parallèlement à l'axe de la clé, et encastrés dans le taquet de la clé. Le réglage du ressort est alors fait par cambrage, c’est-à-dire une déformation en arc du ressort.
- Pour les clés d'axe tangentiel (basculant donc), on a recours à une lamelle métallique : un ressort plat, fixé directement sur la clé par une vis et s'appuyant sur le corps de l'instrument. Là aussi le réglage de la force se fait par cambrage. C'est le cas, sur la clarinette, de la clé de quintoiement ou des grandes clés de trilles.

### Matériaux
Les clefs, généralement réalisées en maillechort ou en laiton, sont constituées d'un ensemble d'éléments assemblés par brasure. Ces matériaux restent suffisamment ductiles ce qui permet les réglages par déformation à froid : le luthier peut à l'aide de pinces dont les mors sont recouverts d'un feutre, tordre les clefs sans les briser, pour rectifier leur géométrie. L'apparence monobloc des clefs est due au plaquage métallique : il peut s'agir de nickel, de chrome, d'argent, d'or et exceptionnellement de platine.
Les charnières sont obtenus à partir d'un tube réalisé par extrusion, puis réalésés après soudure.
Les tampons sont réalisés en baudruche, cuir, liège ou Gore-tex.

### Clé d'eau

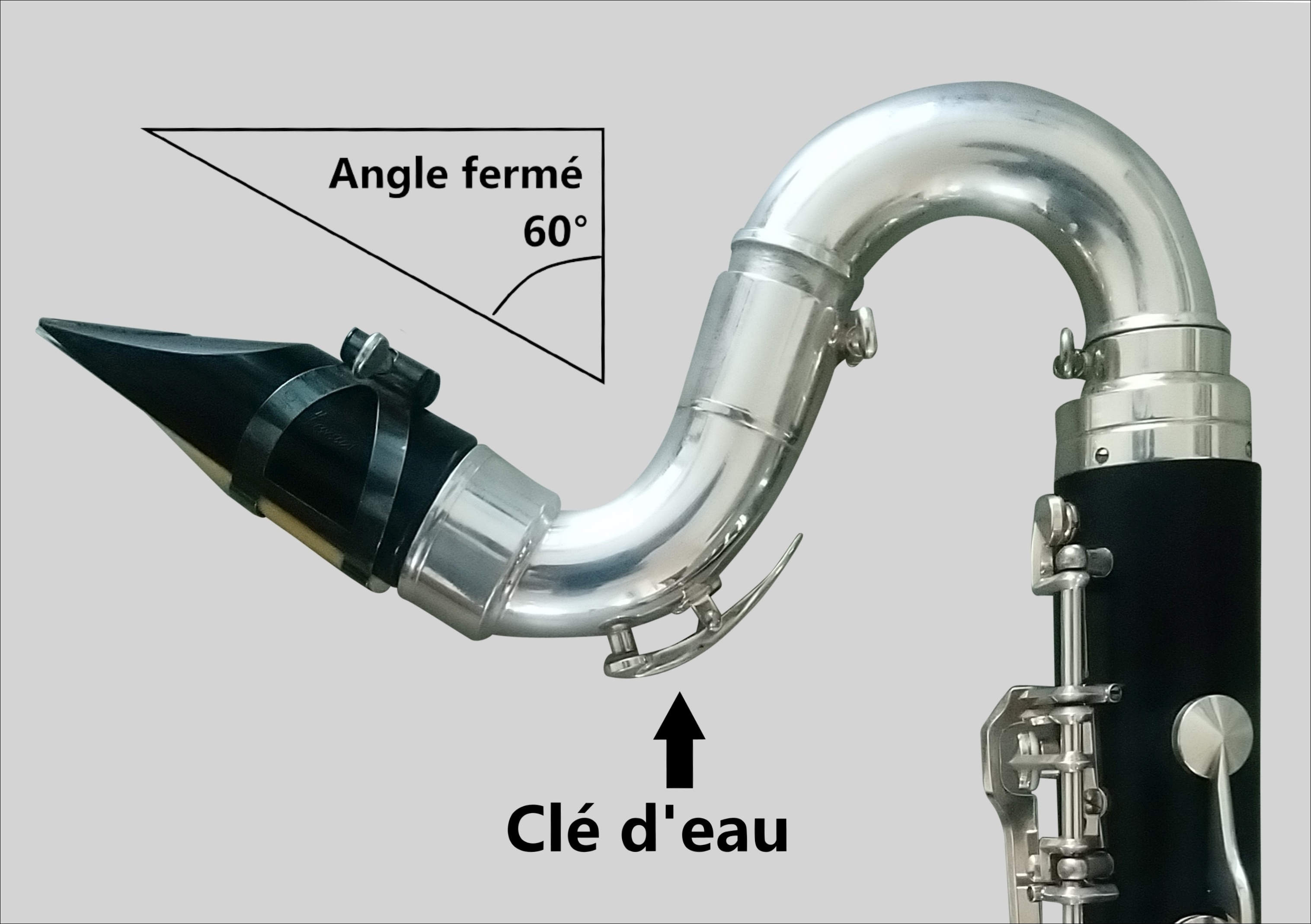
Bocal de clarinette basse Leblanc avec clé d'eau, à angle fermé (60°), sans clé de registre.

Les clefs d'eau des instruments cuivres ou de certaines clarinettes à bocal disposent d'un tampon en liège. Cette clef n'intervient pas dans le jeu mais seulement pour éliminer l'eau accumulée par condensation dans le tuyau. Le phénomène de condensation s'accroît lorsque la température ambiante diminue (en dessous de 20°C typiquement).

## Maintenance et entretien
La durée de vie du clétage d'un instrument dépend évidemment de l'usage et de l'attention qui en est fait. Hormis les accidents, l'usure des clés prend plusieurs formes, et aboutit toujours au même effet : la mauvaise fermeture des trous. Chaque forme d'usure a son remède. Souvent il convient de refaire l'instrument, qui peut alors retrouver le comportement d'un instrument neuf même s'il n'en a plus l'aspect.
- usure des tampons : Lors de l'usage de l'instrument, la condensation en particulier peut altérer les matériaux. Un essuyage systématique avec un écouvillon est recommandé. Lorsque l'état des tampons est insuffisant, la seule solution est leur remplacement.
- usure des lièges et feutrines : Utilisés pour les calages, ils ne s'abîment que sous l'effet de fatigue ou de maltraitance. Le remplacement nécessite parfois un démontage partiel des clés.
- usure des axes : Les efforts étant très faibles, l'usure des axes est plus souvent liée à la corrosion qu'aux frottements. Le graissage (huile) des articulations demande un démontage, opération nécessitant beaucoup de soin.
- déformation des clés : Cette situation ne peut être que d'origine accidentelle. Pour les déformations légères, on peut redresser en utilisant une pince à mors doux ou recouverte d'un tissu pour protéger des rayures. Le réglage requiert une bonne connaissance de l'instrument. Si la clé est cassée, une brasure est possible ; il faudra alors aussi refaire le revêtement métallique pour l'aspect esthétique.